# Брул (округ, Південна Дакота)
Шаблон:StateAbbr_ 43°43′ пн. ш. 99°04′ зх. д. / 43.72° пн. ш. 99.06° зх. д.
Округ Брул (англ. Brule County) — округ (графство) у штаті Південна Дакота, США. Ідентифікатор округу 46015.

## Історія
Округ утворений 1879 року.

## Демографія
За даними перепису
2000 року
загальне населення округу становило 5364 осіб, усе сільське.
Серед мешканців округу чоловіків було 2587, а жінок — 2777. В окрузі було 1998 домогосподарств, 1328 родин, які мешкали в 2272 будинках.
Середній розмір родини становив 3,14.
Віковий розподіл населення поданий у таблиці:
| Стать    | До 15 років | 15-21 | 22-29 | 30-39 | 40-49 | 50-65 | 65-85 | Понад 85 |
| -------- | ----------- | ----- | ----- | ----- | ----- | ----- | ----- | -------- |
| Чоловіки | 625         | 306   | 187   | 326   | 400   | 372   | 326   | 45       |
| Жінки    | 661         | 287   | 188   | 340   | 382   | 385   | 419   | 115      |

## Суміжні округи
- Баффало — північ
- Джеролд — північний схід
- Орора — схід
- Чарлз-Мікс — південь
- Лайман — захід

## Виноски
1. ↑  US Decennial Census. US Census Bureau. Архів оригіналу за 26 квітня 2015. Процитовано 22 березня 2015.
2. ↑  Historical Census Browser. University of Virginia Library. Архів оригіналу за 30 травня 2019. Процитовано 22 березня 2015.
3. ↑  Forstall, Richard L., ред. (27 березня 1995). Population of Counties by Decennial Census: 1900 to 1990. US Census Bureau. Архів оригіналу за 28 грудня 2008. Процитовано 22 березня 2015.
4. ↑  Census 2000 PHC-T-4. Ranking Tables for Counties: 1990 and 2000 (PDF). US Census Bureau. 2 квітня 2001. Архів оригіналу (PDF) за 18 грудня 2014. Процитовано 22 березня 2015.
5. ↑  State & County QuickFacts. Бюро перепису населення США. Архів оригіналу за 7 липня 2011. Процитовано 26 листопада 2013.(англ.) Наведено за англійською вікіпедією.
6. ↑  American FactFinder. Бюро перепису населення США. Архів оригіналу за 26 лютого 2012. Процитовано 31 січня 2008. [Архівовано 2008-05-21 у Wayback Machine.]

| США | Це незавершена стаття з географії США. Ви можете допомогти проєкту, виправивши або дописавши її. |